# Брет Кавано
Брет Ма̀йкъл Ка̀вано (на английски: Brett Michael Kavanaugh, [bɹɛt ˈmaɪkəl ˈkævənɔː]) е американски юрист.
Роден е на 12 февруари 1965 година във Вашингтон в семейство на юрист и учителка от ирландски произход. През 1990 година завършва право в Йейлския университет. След работа като съдебен помощник, от 1994 година е в Департамента по правосъдие, където дълго време е сътрудник на известния прокурор Кенет Стар. От 2001 година работи в администрацията на президента Джордж Уокър Буш, а от 2006 година е съдия. Преподава в Джорджтаунския, Харвардския и Йейлския университет. През 2018 година става член на Върховния съд, като изборът му предизвиква остри политически спорове и дори поредица от останали недоказани обвинения срещу него в сексуално насилие.